# Levandulovna
Levandulovna je farma v Raspenavě, městě na severu České republiky ve Frýdlantském výběžku Libereckého kraje, která se věnuje pěstování levandulí (Lavandula) a produkci výrobků z nich. Založila ji Adéla Heindorferová, v tu dobu ještě s dívčím příjmením Roubíčková, která se do města přestěhovala z Liberce spolu se svojí rodinou. Na své produkty získala farma certifikát Regionální produkt Jizerské hory.

## Historie

### Začátky
Roubíčková pobývala s různě dlouhými přestávkami po dobu tří let ve Francii, a to především u Marseille a Lyonu, nicméně do oblasti Provence, kde levandule rostou, často jezdila a rostlinu si oblíbila. Prvního dubna 2017 pořídila spolu se svým životním s partnerem Josefem Heindorferem zemědělské stavení v Raspenavě, které navíc disponuje rozlehlou zahradou a velkou stodolou i seníkem. Zahrada se nachází v nadmořské výšce 330 metrů, je obrácená k jihozápadu, má příhodnou hlinitopísčitou půdu a vane na ní teplý vzduch ze Žitavské pánve. Vlivem toho je vhodná pro pěstování suchomilných levandulí. K roku 2020 farma pěstovala asi dva tisíce keříků čtyř druhů levandulí.

### Krize a opětovný rozvoj
Na provoz farmy získala majitelka dotaci, aby mohla zaměstnávat ženy znevýhodněné na trhu práce jako jsou zdravotně postižené nebo matky s dětmi. Po konci dvouletého dotačního programu a po ukončení koronavirové krize se však v září 2021 ocitla ve svízelné situaci, když na veškerou práci včetně administrativních povinností zůstala sama s občasnou výpomocí dvou brigádníků. V únoru 2022 navíc začal ozbrojený konflikt na Ukrajině, vlivem čehož lidé přestali nakupovat výrobky z farmy. V dubnu 2022 postihl její majitelku syndrom vyhoření a skončila v nemocnici na infuzi. Několik měsíců prožívala beznaděj a zvažovala ukončení celého projektu.
Nakonec jí podpořila známá, která zorganizovala brigádu asi třiceti původně neznámých lidí, jež dorazili, aby plantáže vypleli a připravili pro pěstování rostlinek. Tím dodali sílu i majitelce farmy, které se nakonec povedlo díky finanční dotaci získat dva zaměstnance. Začala spolupracovat s internetovým obchodem Košík.cz, přes nějž prodávala své produkty, a rozjížděla také vlastní elektronický obchod. Spolu s pivovarem Volt připravili levandulové pivo Ultra Violet nebo pořádala aktivitu nazvanou „Levandule všemi smysly“, v jejímž průběhu rodiny s dětmi absolvovaly hru, během které postupně navštíví pole s levandulí a následně i jednotlivé části provozu farmy. Vzhledem k velké úrodě, kterou pracovníci farmy nestíhali sklízet, zavedli v roce 2024 pro veřejnost možnost samosběru levandule.

## Zpracování levandule
Z květinek levandulí, které na farmě vyrostou, se v měděné destilační koloně vyrobí hydrolát, tedy květová voda. Z ní se následně připravuje antiseptický přípravek na pleť, dále esenciální oleje, sůl do koupele a sirup, u něhož hledání jeho receptury zabralo farmářce čtyři měsíce zkoušení a odhadování vhodného složení s nízkým obsahem cukru. Farma rovněž produkuje polštáře či pytlíčky naplněné sušenými bylinkami levandule. Produkty z levandule jsou vhodné též pro miminka na opruzeniny a levandulový olej funguje proti klíšťatům nebo na odpuzování hmyzu.